# Kőhíd (Tartu)

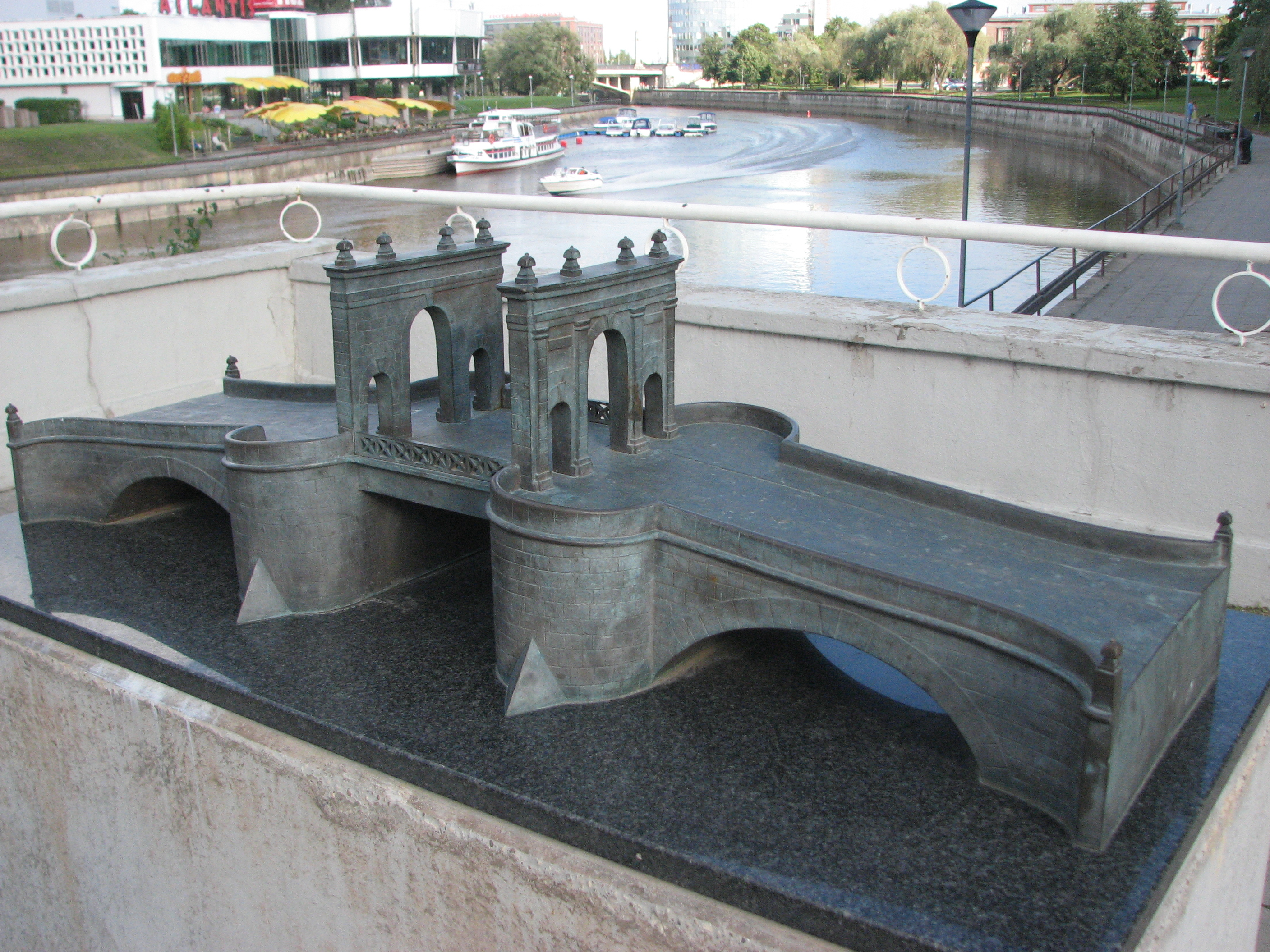
A Kőhíd 2004-ben átadott bronz makettje az Ívhíd mellett

A Kőhíd (észtül: Kivisild) klasszicista stílusú háromboltozatú kőhíd volt Tartuban az Emajõgi folyón, amelyet 1779–1784 között építettek Livónia főkormányzója kezdeményezésére és II. Katalin orosz cár finanszírozásával. Elkészülte után hosszú ideig ez volt a Baltikum egyetlen kőhidja. A második világháború alatt megsemmisült. Az egykori kőhíd helyén áll napjainkban az 1959-ben átadott Ívhíd (Kaarsild).

## Története
A híd megépítéséről az 1775-ös tartui tűzvész után döntöttek. A híd építését  George Browne, Livónia főkormányzója kezdeményezte, építését II. Katalin orosz cár finanszírozta (több mint 12 ezer rubelt biztosított az építkezésre). A klasszicista híd 1779 és 1784 között épült J. Carl Siegfrieden és J. H. Walther tervei alapján, Johann Zaklowsky építőmester irányításával. A híd építése során az Emajögi egykori északi ágát feltöltötték, ennek eredményeként a korábbi Holm-sziget megszűnt és az Emajögi bal partjának része lett (ez napjainkban Tartuban a Holm park). A kész hidat 1784. szeptember 16-án adták át.
Keleti oldalát 1941. július 9-én reggel a német támadás elől visszavonuló szovjet csapatok rombolták le, míg a megmaradt nyugati részt 1944-ben a visszavonuló német csapatok semmisítették meg.
A lerombolt hidat a második világháború után nem építették újjá. Helyére a régi híd korábbi töltéseit is felhasználva egy vasbeton ívhidat építettek az 1950-es évek végén.

## Újjáépítésének terve
Észtország függetlenségének visszaállítása után, 1992-ben felmerült a Kőhíd helyreállítása, valamint a helyén épült Ívhíd lebontása. Erre a célra létrejött a Tartui Kőhíd Újjáépítési Társaság, valamint ennek finanszírozására létrehozták a Kőhíd Alapítványt. A tervek szerint 2005-ig újjáépítették volna a régi Kőhidat, a helyén épült Ívhidat vagy lebontják, vagy áthelyezik máshová.
A híd helyreállításának költségei azonban sokkal nagyobbnak bizonyultak, mint amennyit a lakosság és az állam hajlandó volt erre költeni. Végül 2002-ben úgy döntöttek, hogy leállítják az adománygyűjtést. Az összegyűjtött pénzből Tiiu Kirsipuu szobrászművész elkészítette a híd bronz modelljét, amelyet 2004-ben avattak fel az Ívhíd városháza felöli végénél.
Utoljára a 2015-ös észtországi parlamenti választás kampánya idején volt téma a Kőhíd újjáépítése. Akkor a projekt fő támogatója Imre Mürk volt, aki az Észt Konzervatív Néppárt (EKRE) párt színeiben indult Tartuban a választáson, és a híd újjáépítésének költségét 3-4 millió euróra becsülte. Ezt többen, pl. Urmas Klaas tartui polgármester is szkeptikusan fogadta. A Kőhíd újjáépítésének és az Ívhíd lebontásának az ötlete a lakosság körében is népszerűtlen téma, hiszen az új híd időközben a modern Tartu egyik szimbólumává vált, emellett az alacsonyabb régi híd a hajózást is nehezítené. Végül 2015 tavaszán a Kőhíd újjáépítésére összegyűjtött pénz maradékát, 26 300 eurót és 74 centet a Tartui Kulturális Alapítványnak adták.

## Jellemzői
A híd építéséhez használt köveket a Pugacsov-felkelés letartóztatott és bebörtönzött résztvevői faragták, akiket Észtországba küldtek kényszermunkára. A híd építéséhez mintegy háromezer darab kőtömböt használtak fel. A finomabb megmunkálást igénylő díszítő elemek Szentpéterváron készültek.
A híd a tartui főtér építészeti együttesének részét képezte. A híd a tér Emajögi felőli oldalán állt, és a középső részén álló diadalívek a főtér (Városház tér) egyfajta bejárataként is szolgáltak (míg a tér másik oldalát a tartui városháza zárta). A híd középső része fából készült és felhajtható volt, hogy lehetővé tegye a hajózást a folyón. A híd útfelülete 1928-ban aszfaltburkolatot kapott. Az út szélessége a hídon 5,6 m volt, ez a diadalíveknél 4 m-re szűkült.